# St. Petrus (Hofkirchen)
Die römisch-katholische Pfarrkirche St. Petrus in Hofkirchen bei Laberweinting ist eine neuromanische Saalkirche, die 1864 erbaut wurde. Das Gotteshaus ist ein Baudenkmal des Bayerischen Landesamtes für Denkmalpflege mit der Nummer D-2-78-144-18.

## Geschichte
Die Geschichte der Ortschaft Hofkirchen ist seit alters her eng mit der Geschichte der Pfarrei verbunden, was auch der Ortsname zum Ausdruck bringt. Am 30. Dezember 1145 bestätigte Papst Eugen III. dem Regensburger Domkapitel Ecclesiam Hovenchirchen, die Kirche bei den Höfen. Die geographische Lage wie die Entwicklung des Dorfes legen den Schluss nahe, dass hier eine der ersten Pfarreien im Gebiet des Laber- und Bayerbachtales entstanden ist. Sie zählt zu den zehn größten des Dekanates Geiselhöring. Die beiden ersten Seelsorger der Pfarrei werden in der zweiten Hälfte des 13. Jahrhunderts genannt. Nach alten Aufzeichnungen gab es hier 1438 auch einen zusätzlichen Hilfspriester.
Die Pfarrkirche St. Peter Hofkirchen wurde 1863 erbaut und am 31. Januar 1864 benediziert. Im Bereich des südlichen Langhauses stand eine barockisierte Vorgängerkirche aus dem 13. Jahrhundert, die baufällig und vor allem für die rasch wachsende Pfarrei viel zu klein war. Sie wurde 1863 abgebrochen. Nur der Turm, der damals etwa 2/3 so hoch war und mit einer barocken Zwiebelhaube abgeschlossen war, blieb stehen. Der Eingang zum Turm im Vorzeichen, der sogenannten Grotte, hat heute noch den für die Gotik typischen Spitzbogen.

## Beschreibung

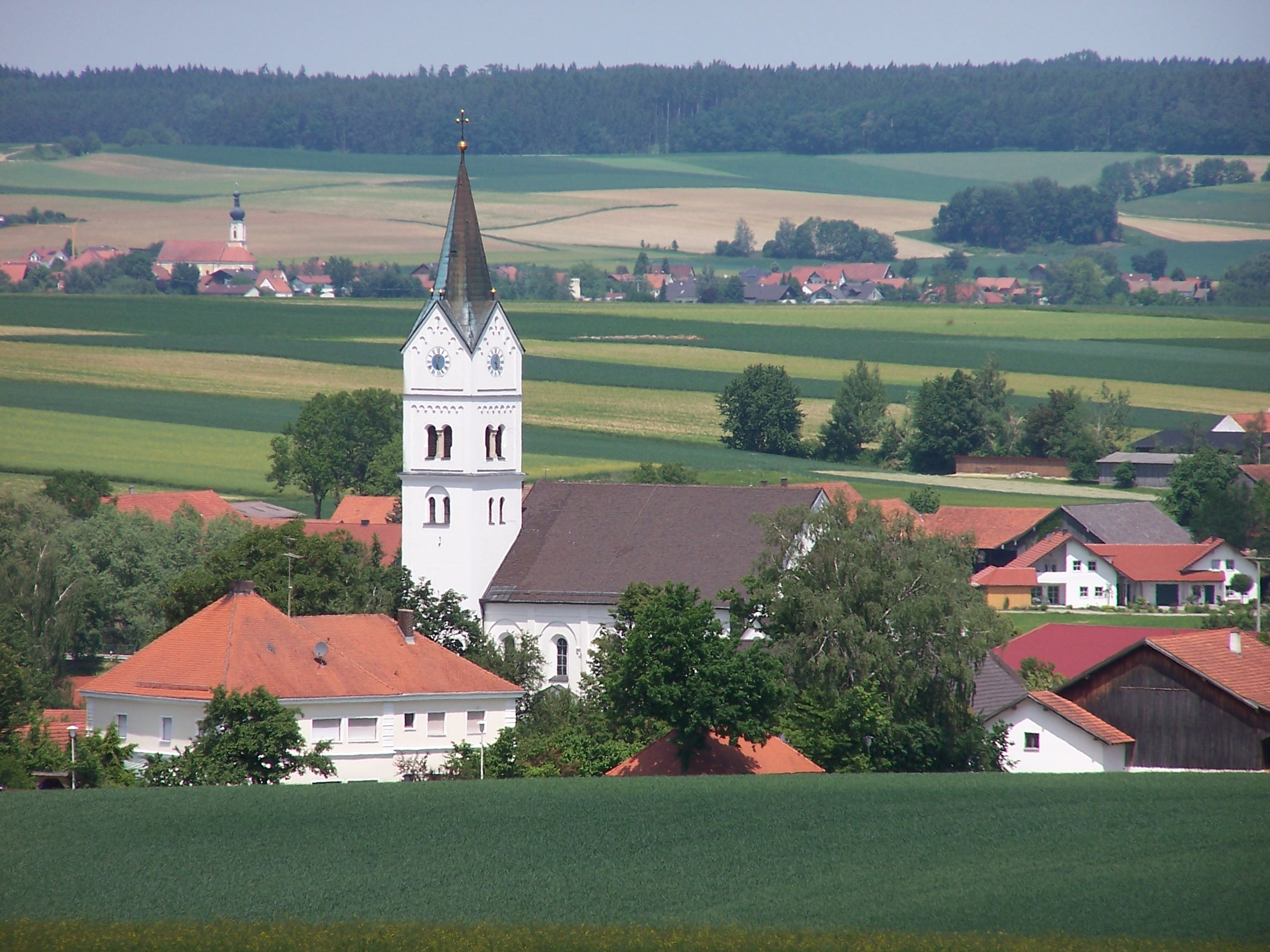
Ansicht von Südosten

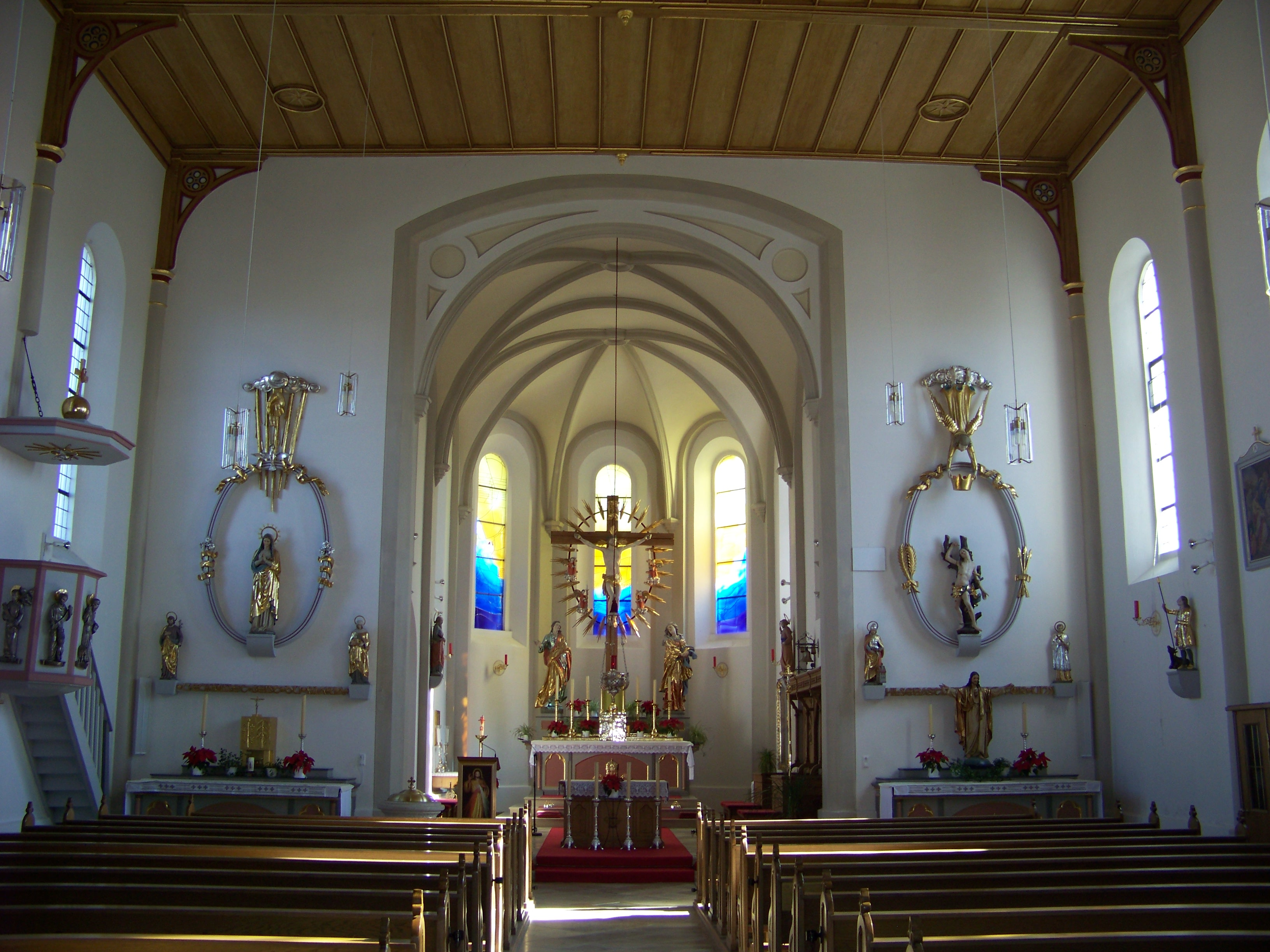
Innenraum

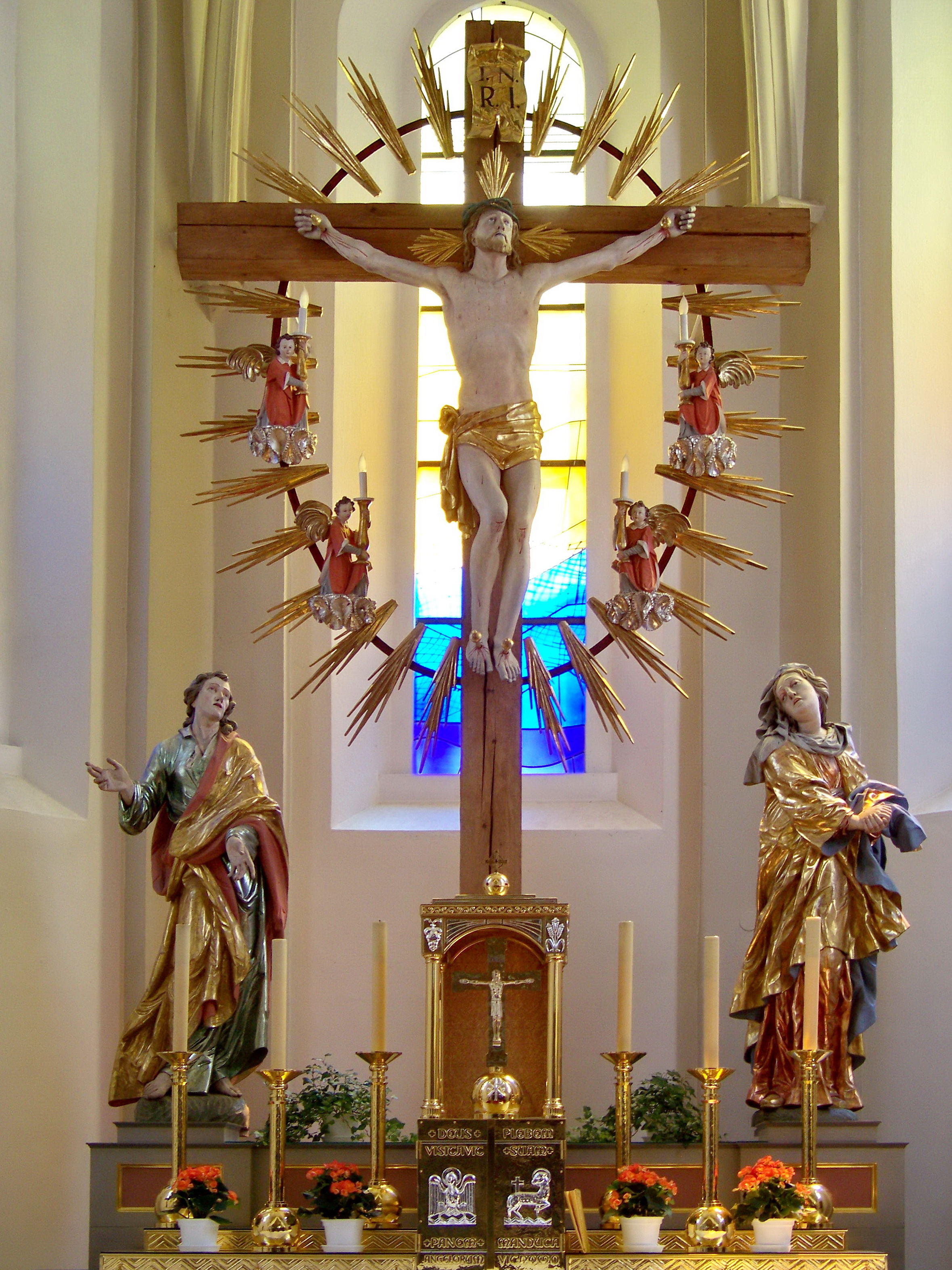
Kreuzaltar

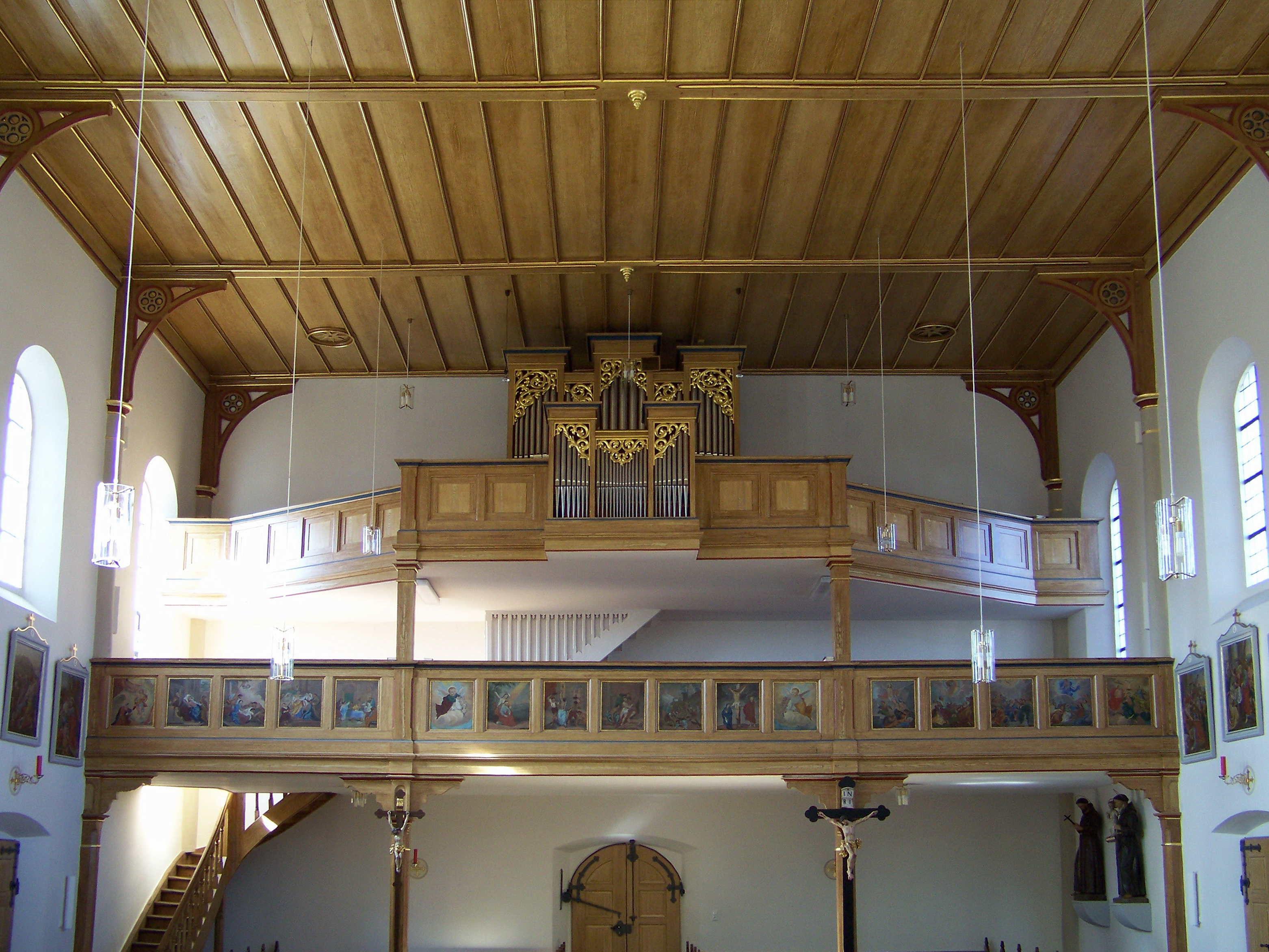
Langhaus mit Westemporen

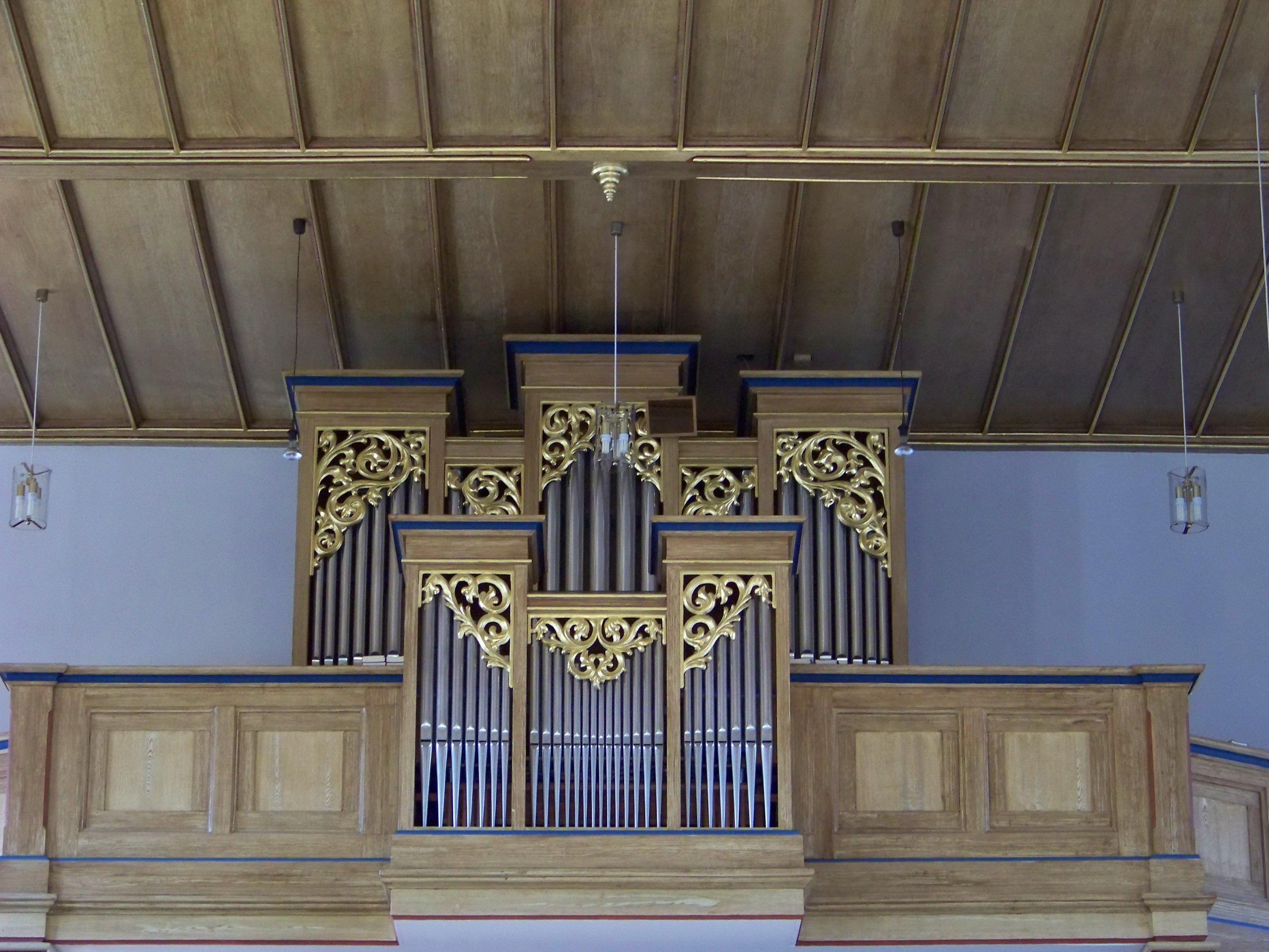
Westempore mit Jann-Orgel

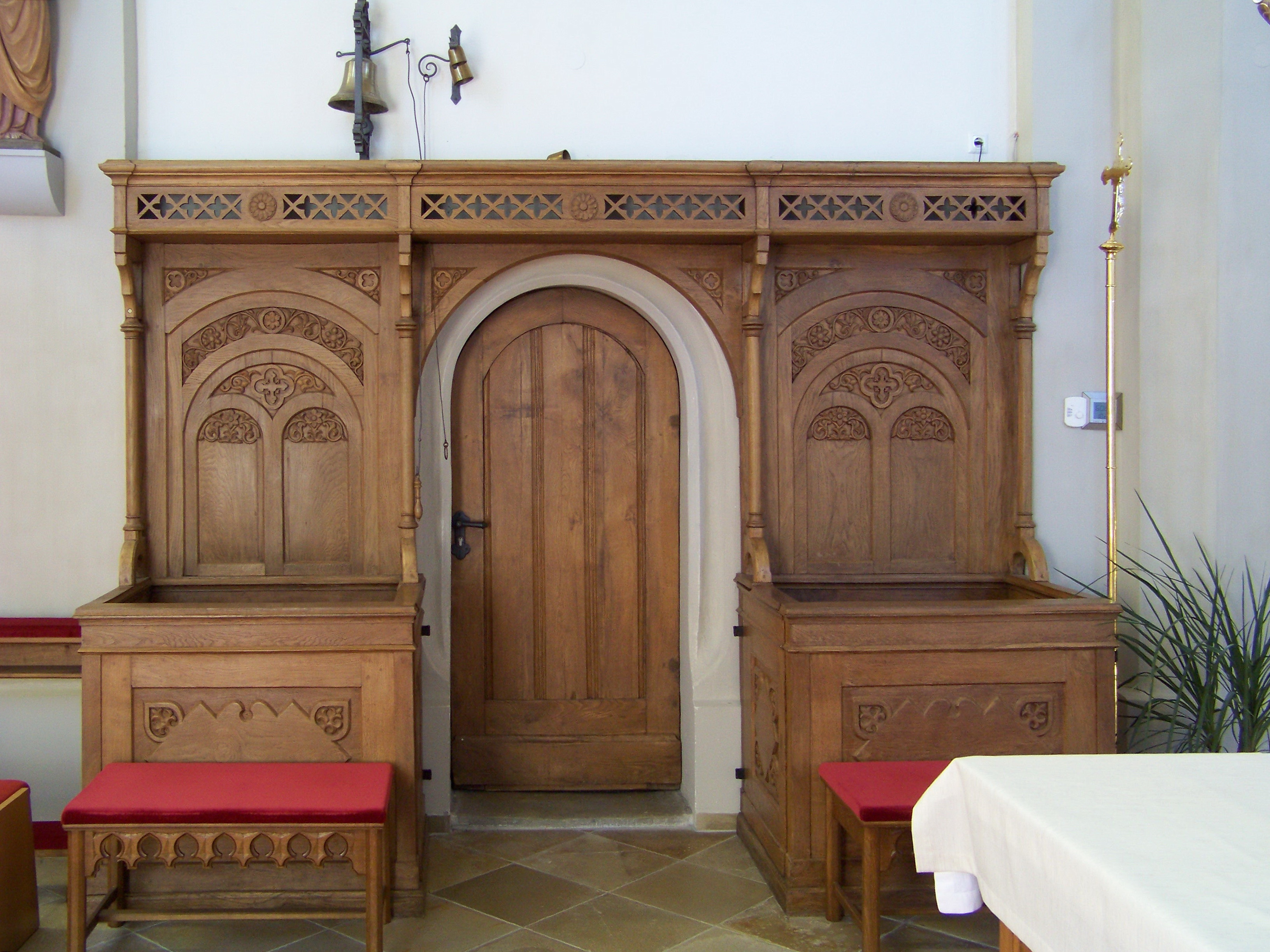
Sakristeitür mit Chorgestühl

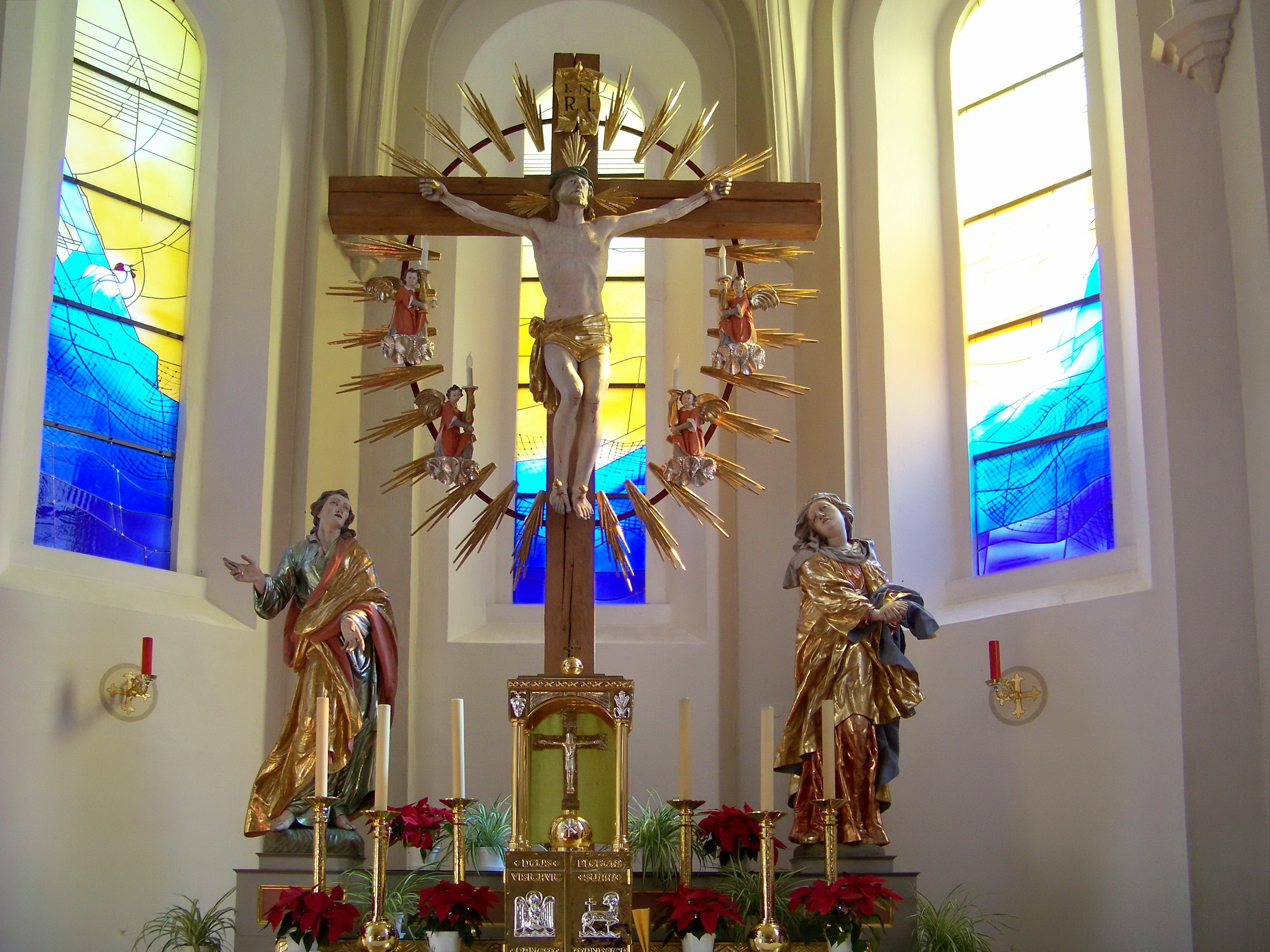
Chor mit Bleiglasfenstern

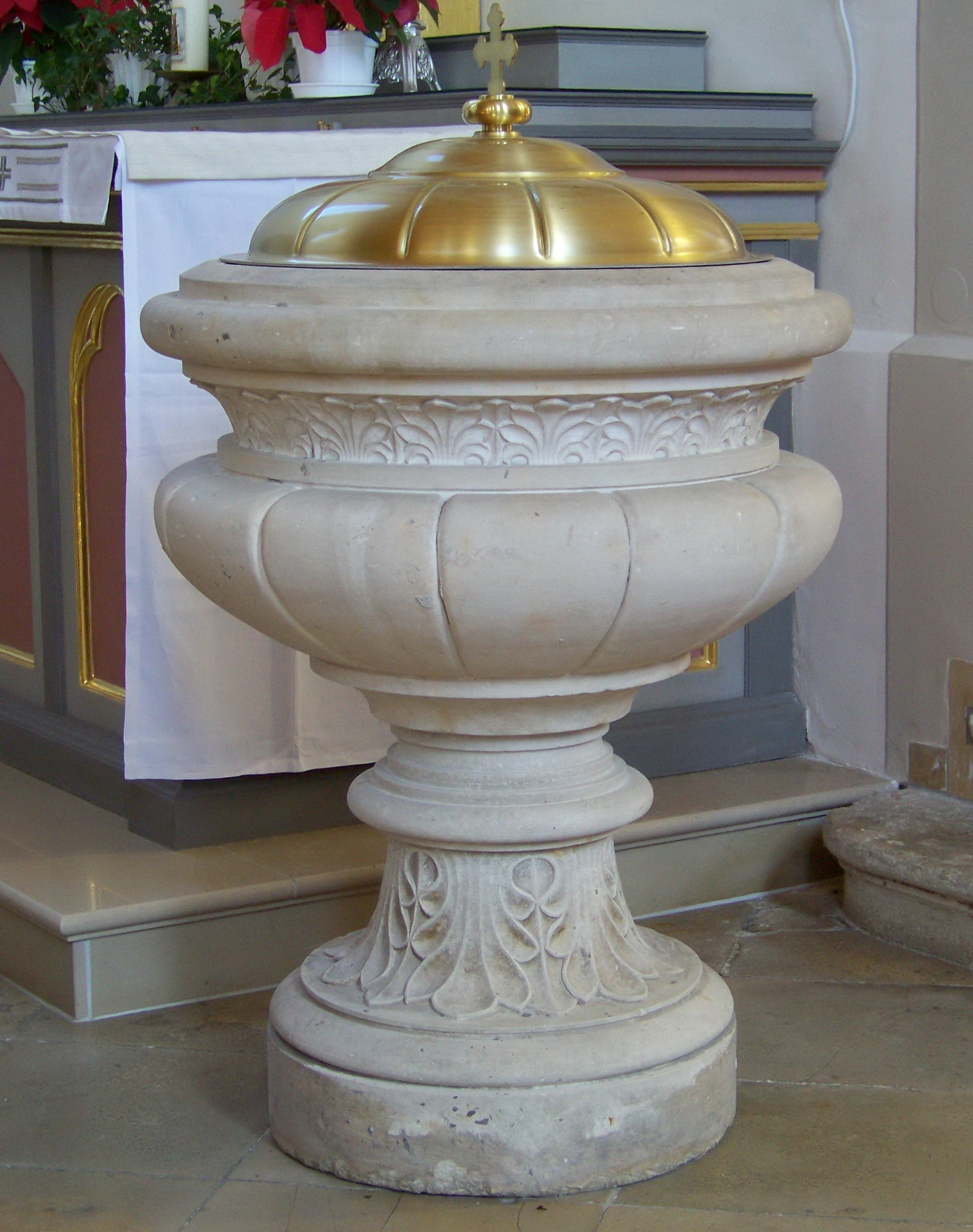
Taufstein

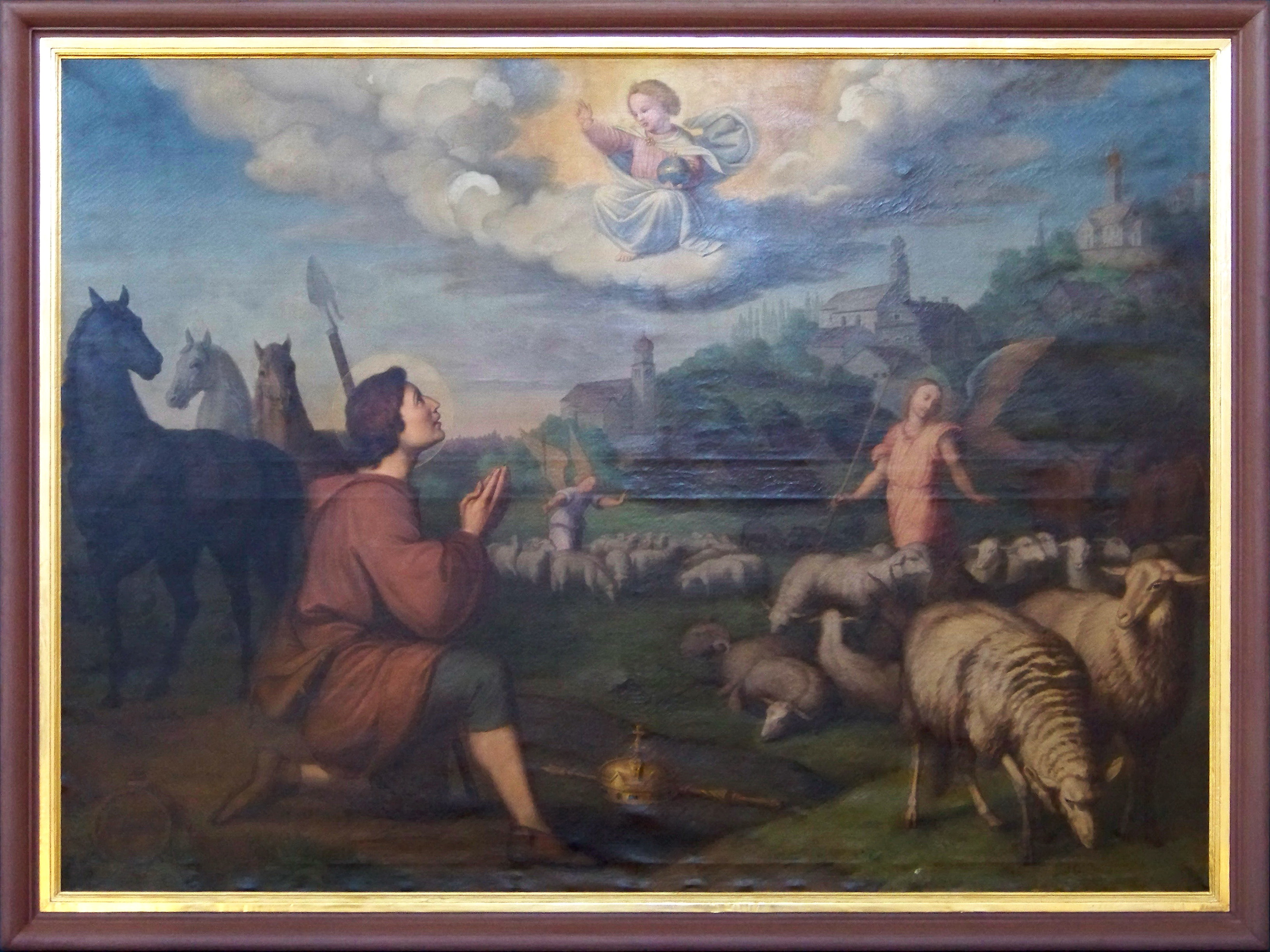
Gemälde St. Wendelin

### Architektur

#### Außenaufbau
Das von einem Friedhof umgebene Gotteshaus ist eine Saalkirche mit eingezogenem Chor. Die Kirche wurde 1863/1864 dem damaligen Zeitgeist entsprechend im neuromanischen Stil nach Entwürfen und unter der Leitung von Kreisbaumeister Leonhard Schmidtner aus Landshut errichtet. Der Grundriss der Kirche erhielt durch die Anordnung von Schiff, Chor, der Sakristei und der Paramentenkammer die Form eines Kreuzes. Das Äußere ist neben den Fenstern durch rechteckige Pilaster, Simse, Strebepfeiler, Vierpass-Fenster und Blendarkaden gegliedert. Drei große, zweiflügelige Portale mit Satteldächern von Norden, Westen und Süden führen in das Langhaus. Der westliche Eingang erfolgt über ein Vorzeichen, das Langhaus und Turm optimal verbindet. Hier befinden sich eine Lourdesgrotte und der Aufgang zum Turm mit spitzbogigem Eingang.
Der quadratische Turm ist 41 Meter hoch, davon sind 31 Meter Mauerwerk. Die vier unteren Geschosse sind ungegliedert, das 5. Stockwerk hat 8 rundbogige, gepaarte Fenster. Im 6. Stockwerk, über dem Wasserschlag, befinden sich hinter 8 Klangarkaden vier Glocken. Im 7. Stockwerk sind die vier Zifferblätter angebracht, die die Uhrzeit in die vier Himmelsrichtungen zeigen. Über vier, mit rundbogigen Blendarkaden belebten Giebeln erhebt sich der Spitzhelm, der mit einer goldenen Kuppel und einem 3 Meter hohen Kreuz bekrönt ist. 1892 wurde die barocke Zwiebelhaube samt dem achteckigen Obergeschoss bis herunter zum 5. Stockwerk abgetragen und der Turm in der jetzigen Form erhöht.

#### Innenraum
Man betritt die Kirche über den Haupteingang durch das westliche Vorzeichen. In der linken Ecke befindet sich eine Lourdesgrotte, die gegen Ende des 19. Jahrhunderts eingebaut wurde. Die Halbfigur des hl. Bruders Konrad von Parzham, eines Laienbruders aus Altötting, die in einer rundbogigen Mauernische steht, kam in der Mitte des 20. Jahrhunderts hinzu.
Der eingezogene Chor mit zwei Fensterachsen und ⅝-Schluss geht mit einem Segmentbogen mit darunter liegendem halbkreisförmigem Gurtbogen an das flach gedeckte Langhaus über. Die Kirchenfenster wurden im Jahr 2006 erneuert. Die Symbole stellen Attribute des Kirchenpatrons St. Petrus dar.
Das Kreuzrippengewölbe im Chor hat Birnstabrippen, welche abgestuften und nach unten spitz zulaufenden Wandkonsolen erwachsen, die in sechs Seiten eines Achtecks aus der Wand ragen. Den Abschluss bilden im Gewölbescheitel zwei ringförmige Schlusssteine mit Birnstabprofil. Im Bereich der Apsis bilden die Gewölberippen vom östlichen Schlussstein aus über den rundbogigen Fenstern fünf Spitzkappen.
Der Gurtbogen in der Mitte des Gewölbes spannt sich zwischen den Strebepfeilern der Außenwände. Die durch die Bogenform bedingten Schubkräfte (Gewölbeschub) werden neben den vertikalen Kräften auf die Strebepfeiler übertragen, die die gesamte Konstruktion statisch stabilisieren.
Das Langhaus mit seinen fünf Fensterachsen ist mit halbrunden Pilastern zwischen den rundbogigen Fenstern gegliedert und flach gedeckt. Die Flachdecke besteht aus maserierten Holzkassetten mit blattvergoldeten Leisten. Die Traversen werden gestützt von Kragarmen, die mit Vierpass-Ornamenten verziert sind. Zwei mal 18 Kirchenbänke mit je 8 großzügig bemessenen Plätzen bieten im Schiff fast 300 Sitzplätze. Die Kirchenbänke wurden 1982 erneuert. Dabei wurden die Wangen aus Eichenholz mit den geschnitzten Lilien erhalten.
Das mit 10 m sehr hoch gebaute Kirchenschiff ist auf der Westseite mit einer doppelgeschossigen Empore ausgestattet. Die untere Empore bietet etwa weitere 100 Plätze für Burschen und Männer, während die obere Empore mit der 15-registrigen Jann-Orgel vom Oktober 1987 für den Kirchenchor reserviert ist.

### Ausstattung
Die Kirche ist ebenso wie die Vorgängerkirche dem heiligen Petrus geweiht. Eine Heiligenfigur finden wir an der Südseite des Presbyteriums über dem Chorgestühl. Seine Attribute sind Buch und Schlüssel. Bis 1958 stand diese Figur zusammen mit St. Paulus mit Buch und Schwert in Schreinen am neuromanischen Hochaltar. 1959 wurde die Kirche umfassend renoviert. Dabei wurden die neuromanischen Altäre entfernt und gegen die heutige Einrichtung ersetzt. Die Figuren, Gemälde, Stuhlwangen und das Chorgestühl blieben erhalten, bekamen aber teilweise eine andere Fassung.

#### Hochaltar
Der Hochaltar, ein sogenannter Kreuzaltar, stellt die Sterbeszene Jesu auf Golgatha dar. Seitenfiguren sind links Johannes Evangelist, rechts Maria, die Mutter des Herrn. Jesus hat die Augen geöffnet und folglich auch noch keine Seitenwunde. Der Kreuzbalken wurde von der Zimmerei Roider in Weichs angefertigt. Der Korpus stammt aus der 1935 abgebrochenen Kirche Mariä Himmelfahrt (Neufahrn). Im 1938 erstellten Neubau passte das große Kreuz dort weder räumlich noch stilistisch. Die Figur des hl. Johannes ist eine Nachbildung unbekannten Datums einer Rokoko-Figur des berühmten Bildhauers Christian Jorhan d. Ä., die in der Kirche in Westen steht. Auf der rechten Seite ergänzt die Figur der Maria das Ensemble. Über Herkunft und Alter der beiden sicherlich älteren aber neu gefassten Assistenzfiguren konnte nichts in Erfahrung gebracht werden. Die vier Leuchterengel, die Christus im Strahlenkranz umgeben, waren in der Barockzeit auf Tragestangen befestigt und wurden bei Prozessionen als Zunftstangen neben dem Allerheiligsten getragen. Im Rahmen einer Renovierung im Jahr 2003 wurden die gemauerten Altäre neu mit Holz verkleidet. Das Antependium des Hochaltars wurde mit dem früheren Papstsymbol, der Tiara versehen. Das Chorgestühl, in dessen Mitte sich der Eingang zur Sakristei befindet, stammt aus der Erbauungszeit der Kirche und wurde damals von einem Spender zusammen mit der Orgel gestiftet. Über dem Eingang zur Sakristei befindet sich ein rundbogiges Fenster, das zum Obergeschoss der Sakristei führt und mit geschnitztem Maßwerk ausgestattet ist.

#### Kirchenfenster
Die drei farbigen Kirchenfenster, die im Hintergrund zu sehen sind, wurden 2006 von der Malerin Ruthild Langhammer entworfen und gestaltet. Das Thema des Triptychons ist der Kirchenpatron St. Petrus. Alle drei Fenster werden von einem Fischernetz durchzogen. Jesus sagte zum Fischer Petrus, dass er künftig Menschen fischen werde. Das linke Fenster zeigt einen Hahn, das Zeichen des Verrats. Jesus sagte zu Petrus, dass er ihn dreimal verleugnen werde, bevor der Hahn kräht. Im rechten Fenster sieht man einen Felsen mit einer Kirche. Jesus sagte, du bist Petrus der Fels. Auf diesem Felsen will ich meine Kirche bauen. Das mittlere Fenster wird größtenteils vom Kreuz verdeckt und hat deshalb keine Symbole. Die Farbe wechselt vom Blau des Wassers hin zum Gelb des Lichtes.

#### Seitenaltäre
Der nördliche Seitenaltar ist Maria, der unbefleckten Empfängnis geweiht. Die Figur ist ebenso wie die Seitenfiguren St. Josef und St. Anna im Nazarenerstil gestaltet, der sich durch eine klassizistisch statische Haltung der Figuren auszeichnet.
Der südliche Seitenaltar ist dem heiligen Sebastian geweiht. Die Hauptfigur des Sebastian stammt aus dem frühen 18. Jahrhundert und kann dem Frührokoko zugeordnet werden. Die Seitenfiguren sind St. Florian und St. Aloisius.

#### Taufstein
Das Taufbecken aus Sandstein mit rundem Sockel ist wie ein überdimensionaler Kelch gestaltet. Sockel und Kuppa sind mit Blattwerk verziert. Die goldene Abdeckung der Schale ist neueren Datums.

#### Kanzel
Die achteckige, neuromanische Kanzel stammt aus der Bauzeit der Kirche. 1959 wurden die Felder mit Bildern der Evangelisten verblendet und mit den jetzigen Figuren ausgestattet, die die Evangelisten Johannes, Lukas, Markus und Matthäus mit ihren Wesen darstellen.

#### Gemälde
An der Südwand des Kirchenschiffes hängt das große, signierte Gemälde des Münchner Malers Thomas Guggenberger aus dem Jahre 1853. Es zeigt den heiligen Wendelin, für den zwei Engel während seines Gebetes den Hirtendienst übernehmen. Zu seinen Füßen liegen Krone und Zepter, die auf ihn als schottischen Königssohn hinweisen. Im landschaftlichen Hintergrund sind die Kirchen der damaligen Pfarrei, Weichs, Hofkirchen, Asbach, Greilsberg und Bayerbach dargestellt. Dieses Bild stammt noch aus der Vorgängerkirche. Zwei weitere Bilder auf Leinwand befinden sich im Chorraum. An der Emporenbrüstung sind in Feldern die 15 Geheimnisse des Rosenkranzes auf bemalten Blechtafeln bildlich dargestellt.

#### Figuren
An den beiden unteren Säulen der Empore hängen zwei Kreuze. Links eine Besonderheit, ein jansenistisches Kreuz, das auf die Gnadenlehre des Cornelius Jansen zurückgeht. Christus hat seine Arme steil nach oben gestreckt. Rechts findet sich ein barockes Kreuz. Unter der Empore hängen die lebensgroßen Figuren des hl. Franz von Assisi mit Kreuz und des hl. Antonius von Padua mit einem Buch, auf dem das Jesuskind steht. An den Seitenwänden des Chores wurden die Figuren von St. Simon Petrus und St. Paulus von Tarsus angebracht, die bis 1959 in den seitlichen Schreinen im neuromanischen Altar standen.

### Orgel
Auf der oberen Empore wurde 1987 die alte pneumatische Orgel durch eine Schleifladenorgel mit rein mechanischer Ton- und Registertraktur ersetzt. Die Orgel stammt von der Orgelbaufirma Georg Jann in Allkofen und besitzt 15 Register auf zwei Manualen und Pedal.
| I Rückpositiv C–g3 |       |
| Holzgedackt        | 8′    |
| Rohrflöte          | 4′    |
| Quinte             | 2 ⁄3′ |
| Principal          | 2′    |
| Oktave             | 1′    |
| Sesquialtera II    | 2 ⁄3′ |
| Scharff III        | 1′    |
| Tremulant          |       |

| II Hauptwerk C–g3 |       |
| Principal         | 8′    |
| Holzflöte         | 8′    |
| Salicional        | 8′    |
| Oktave            | 4′    |
| Gemshorn          | 4′    |
| Schwegel          | 2′    |
| Mixtur IV         | 1 ⁄3′ |

| Pedal C–f1  |     |
| Subbass     | 16′ |
| Gedacktbass | 16′ |
| Oktavbass   | 8′  |
| Holzflöte   | 8′  |

- Koppeln: I/II, I/P, II/P

Anmerkungen
1. ↑  C: 2 2⁄3′, ab f0: 2 2⁄3′+1 3⁄5′

### Glocken
Die Glocken sind im Parsifal-Motiv, einer Verbindung des Gloria-Motivs mit dem Te-Deum-Motiv in den Tönen a - cis' - e' - fis' abgestimmt. Da die ursprünglichen Glocken 1943 abgeholt und als Metallspende zu Kriegsmaterial eingeschmolzen wurden, stammen diese aus dem Jahr 1949 und wurden von der Firma Hamm in Regensburg gegossen. Die große Glocke Christus-Rex wiegt 1800 kg. Die 2. Glocke wiegt 1000 kg und trägt den Namen Sankt Maria. Die 3. Glocke wiegt 600 kg und ist dem hl. Petrus geweiht. Die 4. Glocke ist 400 kg schwer und trägt den Namen seines Stifters Michael. Es befindet sich eine 5. Glocke im Turm. Sie wiegt 75 kg und hat die Inschrift: „Mich hat gegossen: Johann Florido aus Straubing 1779“. Diese Glocke wurde 1943 abgenommen und zum Glockenfriedhof nach Hamburg transportiert. Nach dem Krieg kam sie unversehrt wieder nach Hofkirchen zurück.